# Martin Suter

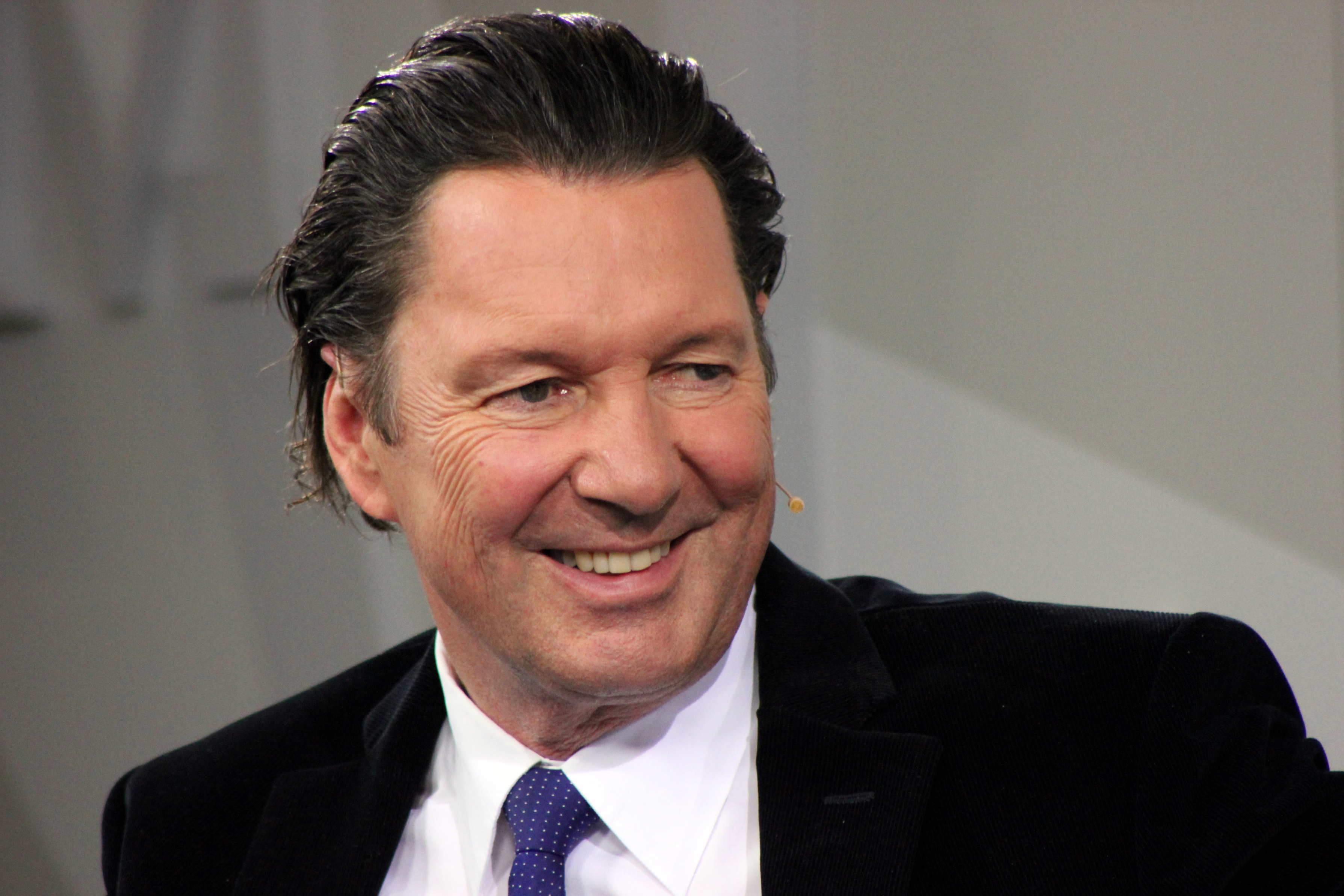
Martin Suter, 2012

Martin Suter född 29 februari 1948 i Zürich är en tyskspråkig schweizisk författare.
Han arbetade som copywriter och creative director på en stor reklambyrå. Sedan 1991 skriver Martin Suter prosa och deckare på heltid. Han blev känd för kolumner och resereportage i olika schweiziska tidningar. Suter har publicerat fem romaner. Han är gift och har bott tjugo år omväxlande i Spanien och Guatemala. Sedan 2014 bor han i Zürich.

## Romaner
- Small World, 1997 - fick franska Prix du premier roman étranger 1998
- Die dunkle Seite des Mondes ("Månens mörka sida"), 2000
- Ein perfekter Freund  ("En perfekt vän"), 2002 - filmatiserad som Un ami parfait av Francis Girod 2006
- Lila, Lila, 2004
- Der Teufel von Mailand ("Djävulen från Milano"), 2006 - fick Friedrich-Glauser-Preis för bästa tyskspråkiga deckare 2007
- Unter Freunden und andere Geschichten aus der Business Class ("Bland vänner och andra berättelser från business class"), 2007
- Der letzte Weynfeldt ("Den siste Weynfeldt"), 2008
- Das Bonus-Geheimnis und andere Geschichten aus der Business Class ("Bonushemligheten och andra berättelser från business class"), 2009
- Der Koch ("Kocken"), 2010
- Allmen und die Libellen ("Allmen och trollsländorna"), 2011
- Allmen und der rosa Diamant ("Allmen och den rosa diamanten"), 2011

## Romaner översatta till svenska
- Small World, Bokförlaget Thorén & Lindskog 2012

På engelska finns Small World och Der Teufel von Mailand. Alla romanerna är översatta till franska.